# Petr Cornelie
Petr Cornelie (Calais, Norte-Paso de Calais, 26 de julio de 1995) es un jugador de baloncesto francés que pertenece a la plantilla del Esenler Erokspor de la BSL turca. Con 2,11 metros de altura juega en la posición de Ala-Pívot.

## Trayectoria

### Profesional

#### Francia
Formado en la cantera del Le Mans Sarthe Basket, club en el que permanece desde 2010, debutó con el primer equipo en la temporada 2013-2014, donde jugó un partido en la Pro A, un partido en la Leaders Cup y otro en la Eurocup 2013-14. Ganó la Leaders Cup con el Le Mans en 2014 y fue campeón de Francia en 2012 con la cantera.
En el verano de 2014 disputó el Adidas Eurocamp, jugando 3 partidos con unos promedios de 5,3 puntos, 2,7 rebotes y 1,3 tapones en 11,4 min de media. 
Al finalizar la temporada 2014-15 fue nombrado Mejor Jugador Joven de la Pro A, jugando 30 partidos de liga con unos promedios de 4,2 puntos y 4,4 rebotes en 16,5 min de media. En Eurochallenge jugó 13 partidos con unos promedios de 4,4 puntos y 2,9 rebotes en 14,3 min de media.
Fue cedido al Levallois Metropolitans, en junio de 2017.
El 20 de junio de 2019, firma con el Élan Béarnais Pau-Orthez de la LNB Pro A francesa.

#### NBA
El 17 de septiembre de 2021, firma un contrato dual con los Denver Nuggets de la NBA, para poder jugar también en el filial de la NBA G League, los Grand Rapids Gold.
El 9 de enero de 2022 fue despedido por los Nuggets.

#### Regreso a Europa
El 27 de julio de 2022 se confirma su fichaje por el Real Madrid Baloncesto de la Liga ACB española.
El 19 de julio de 2023, firmó un contrato de tres años con el campeón francés AS Mónaco.
El 27 de julio de 2025 fichó por el Esenler Erokspor de la Basketbol Süper Ligi turca.

### Selección nacional
Internacional con las categorías inferiores de la selección francesa, disputó el Mundial Sub-17 de 2012 en Kaunas, el Europeo Sub-18 de 2013 en Riga y el Europeo Sub-20 de 2015 en Lignano Sabbiadoro.
En el Mundial Sub-17, Francia quedó en 10.ª posición y Cornelie jugó 7 partidos con unos promedios de 7,4 puntos, 5 rebotes y 1 tapón en 17,4 minutos de media.
En el Europeo Sub-18, Francia quedó en 7.ª posición y Cornelie jugó 8 partidos con unos promedios de 6 puntos, 7 rebotes y 1 tapón en 22,5 minutos de media.
En el Europeo Sub-20, Francia quedó en 4.ª posición y Cornelie jugó 7 partidos con unos promedios de 8,7 puntos, 5,5 rebotes, 1 asistencia y 1,2 tapones en 19,4 minutos de media.
En verano de 2021, fue parte de la selección absoluta francesa que participó en los Juegos Olímpicos de Tokio 2020, que ganó la medalla de plata.

## Estadísticas de su carrera en la NBA

### Temporada regular
| Año     | Equipo | PJ | PT | MPP | %TC  | %3P  | %TL  | RPP | APP | ROB | TPP | PPP |
| ------- | ------ | -- | -- | --- | ---- | ---- | ---- | --- | --- | --- | --- | --- |
| 2021-22 | Denver | 13 | 0  | 2.9 | .333 | .125 | .750 | 1.1 | .2  | .1  | .1  | 1.1 |
| Total   | Total  | 13 | 0  | 2.9 | .333 | .125 | .750 | 1.1 | .2  | .1  | .1  | 1.1 |